# Jorge Pueyo
Jorge Pueyo Sanz, né le 31 octobre 1995 à Fonz (Aragon), est un avocat, présentateur de télévision et homme politique espagnol, membre de Chunta Aragonesista (CHA).
Il est rédacteur dans l'émission Charrín Charrán et présente A escampar la boira. Il est également militant et vulgarisateur linguistique de l'Aragonais. Il est élu député au Congrès en 2023.

## Biographie

### Études et parcours professionnel
Jorge Pueyo est né le 31 octobre 1995 à Fonz en Aragon. Il étudie le droit à l'université de Saragosse entre 2013 et 2017. Il complète ensuite avec un master en accès la profession juridique et un master en droits des affaires à l'université de Deusto, à Bilbao, entre 2017 et 2019.
En 2019, après avoir réussi l'examen du barreau, il obtient son diplôme en droit et entre au Barreau de Saragosse (REICAZ). Depuis, il exerce la profession d'avocat. À titre d'avocat, il exerce au sein de cabinets d'avocats tels que Unive ou Lawesome, spécialisé dans le droit commercial.

### Activisme linguistique et présentateur
Durant son enfance, il a vécu des situations d'inégalité linguistique, où ses professeurs dévalorisaient la langue aragonaise. Ces événements l'ont amené à s'intéresser à la diffusion de l'aragonais.
Il a écrit plusieurs poèmes en aragonais. En 2018 il a remporté, avec l'autrice Celia Naval, le deuxième prix « Condau de Ribagorza » dans la catégorie nouvelles pour son poème « Tierra muixada ».
Son projet de diffusion de l'aragonais commence avec une chaîne YouTube en 2018, qui n'a pas abouti. Le 5 mai 2019, a été créée l'émission Charrín Charrán, la première émission en aragonais à la télévision, auquel il a participé en tant que rédacteur. Néanmoins, sa notoriété est propulsée lorsqu'en octobre 2021, il commence à diffuser sur Twitter une matinale, du lundi au jeudi en aragonais, dont son contenu est largement diffusé, sa première vidéo ayant eu 30 000 vues.

### Parcours politique
Jorge Pueyo est militant de Chunta Aragonesista depuis 2011. Le 12 juin 2023, il annonce sur ses réseaux sociaux qu'il sera tête de liste de Chunta Aragonesista et « Sumar por Zaragoza » aux élections de juillet 2023. 
Le lendemain, le 13 juin, son parti approuve sa nomination en tant que tête de liste à Saragosse avec 90% des voix. À l'issue de l'élection, il est élu député aux Cortes Generales avec Sumar, la coalition obtenant 69 239 voix à Saragosse,.
Dès l'ouverture de la XVe législature, il s'engage à utiliser la langue aragonaise lors de ses interventions en séances plénières. En août 2023, il est nommé porte-parole adjoint du groupe plurinational Sumar au Congrès des députés.